# Gebint

Doorsnede kap, Oranje = gebint,
Rood-roze = toevoeging: spanten, gordingen, dak en buitenmuren.

Dwarsgebinten gekoppeld

Gebinttypen

Een gebint of gebinte is een portaalvormige houten draagconstructie, die bestaat uit twee of meer kolommen die met elkaar verbonden zijn door één of twee horizontale gebintbalken. De gebinten onderling zijn met elkaar verbonden door gebintplaten die in de lengterichting óver de kolommen liggen. Alle verbindingen van de constructie worden geschoord door korbelen en schoren. De kolommen van het gebint zijn vaak op gemetselde poeren gefundeerd. Vroeger gebruikte men daarvoor grote zwerfstenen of ijzeroer. Soms wordt ook de houten draagstructuur van een boerderij in zijn totaliteit aangeduid als ''Het gebint''.
Op de liggers van de gebinten staan de sporenspannen of A-spanten met de gordingen, die de kap dragen. De kapconstructie zelf, kent tal van varianten.
De belangrijkste bouwkundige ontwikkeling in Europa gedurende de hoge middeleeuwen lijkt vooral de overgang van simpele constructies met ingegraven stijlen en een beperkte levensduur, naar complexere gebintconstructies op poeren te zijn. Om deze constructies te stabiliseren, waren stevige houtverbindingen en extra schoren nodig in twee richtingen.
Er zijn twee hoofdtypen van gebinten; het langsgebint en het dwarsgebint. Bijna alle Nederlandse boerderijen zijn met een dwarsgebint gebouwd, dat haaks op de lengterichting van de boerderij staat. Daarentegen werden het krukgebint en het kromstijlgebint in Nederland vrijwel uitsluitend bij dakconstructies gebruikt.
De verschillende gebintconstructies keren terug in de dakstoel oftewel het kapgebint. De staande stoel correspondeert grofweg met het langsgebint, de liggende stoel met het dwarsgebint. Typisch Nederlands is daarentegen het schaargebint. De hedendaagse terminologie wijkt enigszins af van de historische termen, met name de termen die in Vlaanderen werden gebruikt.
De hieronder genoemde gebintconstructies zijn tot het midden van de twintigste eeuw in gebruik gebleven.

## Type gebinten

### Langsgebint
Bij het langsgebint (Duits: Unterrähm, Engels: normal assembly) zijn de stijlen in de lengte verbonden door een gebintplaat waarop de gebintbalken rusten. Deze bouwwijze is typerend voor het Noord-Duitse hallenhuis; hij is vermoedelijk ontwikkeld in de hoge middeleeuwen bij kerken en kloosters. Bij een gebonden bouwwijze zijn de dekbalken telkens boven de stijlen en op regelmatige wijze daartussen aangebracht; de sporen en een eventuele dakstoel steunen op de dekbalken. Bij een ongebonden bouwwijze is er geen vanzelfsprekende relatie tussen de dekbalken en de onderliggende stijlen. Hier is de ruimte tussen de stijlen vaak groter, zodat het onderscheid met dwarsgebinten minder evident is. Deze bouwwijze komt veel voor bij schuren en boerderijen in Engeland, Frankrijk en Denemarken. Tot voor kort was het oudste voorbeeld van deze constructie een Drentse boerderij in Anderen, waarvan het gebint dendrochronologisch op 1376 is gedateerd. De boerderij is in 2011 afgebrand, maar het gebint is grotendeels behouden gebleven en weer gebruikt voor herbouw.
In 2010 zijn bij de Armenhoef in Best in Noord-Brabant, veel onderdelen van het langsgebint dendrochronolgisch gedateerd op 1263.

### Dwarsgebint
Bij een dwarsgebint (Engels: reversed assembly) vormen de stijlen telkens een paar dat onderling door een dekbalk verbonden is. De gebintplaat ligt in de lengterichting op de dekbalken. Dit hoofdtype is gebruikelijk in Nederland, België en delen van Frankrijk, Duitsland en Scandinavië. In Engeland komt hij sporadisch voor.

#### Dekbalkgebint
Bij het dekbalkgebint (Duits: Oberrähm) ligt de gebintbalk op de stijlen en is met een pen-en-gatverbinding met elkaar verbonden. Dit gebint komt voor in Groningen, Friesland, Drenthe, kop van Overijssel, Zeeland, Noord- en Zuid-Holland. In Vlaanderen spreekt men wel over een stapelgebint,

#### Kopbalkgebint
Het kopbalkgebint (Duits: Oberrähm mit eingehälstem Dachbalken) is afgeleid van het dekbalkgebint. Hierbij ligt de gebintbalk op de stijlen; de stijlen zijn voorzien van een sleuf waarin de balk rust, terwijl de kop van de balk voorbij de stijlen schiet en zo een en ander op zijn plaats houdt. Een smaller deel van de stijl steekt als soort pin in de balk. Dergelijk type gebint is ook in Friesland terug te vinden. Dit type gebint is te vinden in oostelijke delen van Twente, de Achterhoek en Midden- en Zuid-Limburg. Het oudste bekende voorbeeld in Nederland (met kop- en tussenbalken) is de Aarlese Hoeve te Aarle (Best), waarvan het gebint dendrochronologisch op 1263 is gedateerd. Dit is tevens de oudste boerderij van Nederland. Ook een 14e-eeuwse boerderij te Vessem kenmerkte zich door een combinatie van kopbalk- en dekbalkgebint. Ook bij driebeukige gebouwen in West-Noorwegen (het zogenoemde grindbygd hus) komt deze constructie veel voor; men neemt aan dat hij oorspronkelijk wijdverbreid is geweest in Scandinavië.

#### Ankerbalkgebint
Het ankerbalkgebint (Duits: Hochrähm)  bestaat uit de twee gebruikelijke stijlen, verbonden door de horizontale ankerbalk. De ankerbalk steekt met een pen door de stijl en is daarachter verankerd met twee houten toognagels of wiggen. Dit type gebint komt sinds het einde van de middeleeuwen overal in Nederland, België en Westfalen voor, aanvankelijk alleen in dakstoelen, vanaf ongeveer 1450 in de basisconstructie van huizen, schuren en andere gebouwen. In het grootste deel van Friesland, Groningen en Noord-Holland is deze constructie slechts sporadisch aangetoond, voornamelijk bij eikenhouten gebinten uit de zeventiende eeuw. Voor grenen gebinten is het ankerbalkengebint minder geschikt, vanwege het risico dat te dun uitgevoerde stijlen gaan splijten.
Lange tijd heeft men gemeend dat in Oost-Nederland het ankerbalkengebint de oudste constructievorm was, die mogelijk al in de Bronstijd werd toegepast. Inmiddels zijn er veel aanwijzingen (onder andere uit Drenthe en Westerwolde) dat dit type in Oost-Nederland is voorafgegaan door langsgebinten, elders door dekbalkgebinten. Het ankerbalkgebint geeft meer opslagruimte; de stijlen konden bovendien verder van elkaar geplaatst worden, zij het niet zover als bij een dekbalkgebint.

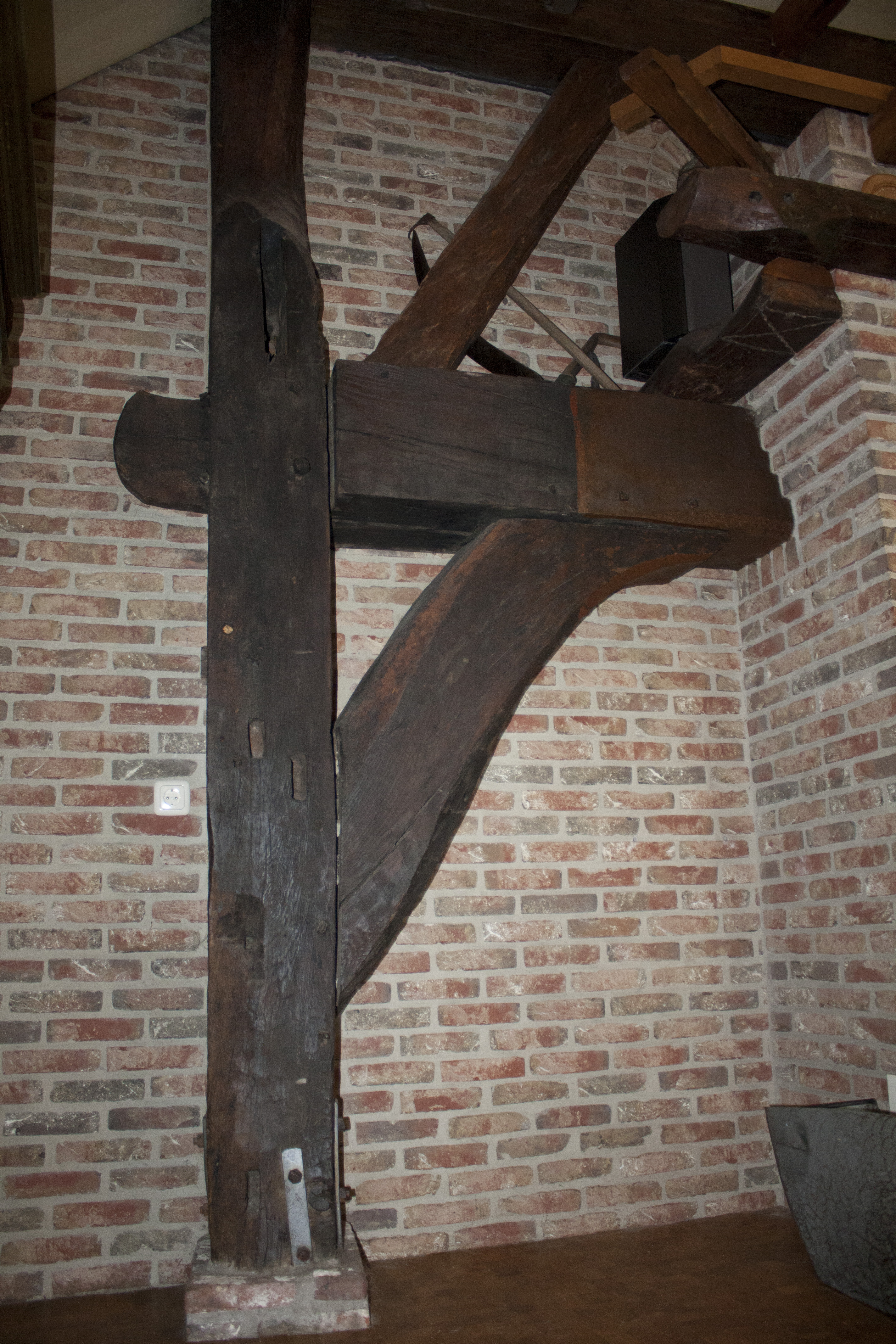
Ankerbalkgebint met zwaar korbeel

#### Tussenbalkgebint
Het tussenbalkgebint lijkt op het ankerbalkgebint, maar de wiggen aan de achterkant ontbreken. De gebintbalk is met een pen en gat verbinding aan de stijlen bevestigd en geborgd met twee houten pennen. Komt voor in het grootste gedeelte van Zuid-Holland en Noord-Holland ten zuiden van het IJ. Historisch ging het tussenbalkgebint aan het ankerbalkgebint vooraf.

## Vervaardiging
Het gebint werd meestal op de werkplaats van de timmerman gemaakt, zodat het gebint in losse onderdelen kon worden vervoerd naar de bouwplaats. Met behulp van merktekens in het hout werd daar het gebint weer in elkaar gezet en opgericht. Dit zware werk eiste veel mankracht, daarom hielpen veel inwoners van het dorp daarbij mee.